# Motorpoint Arena Cardiff

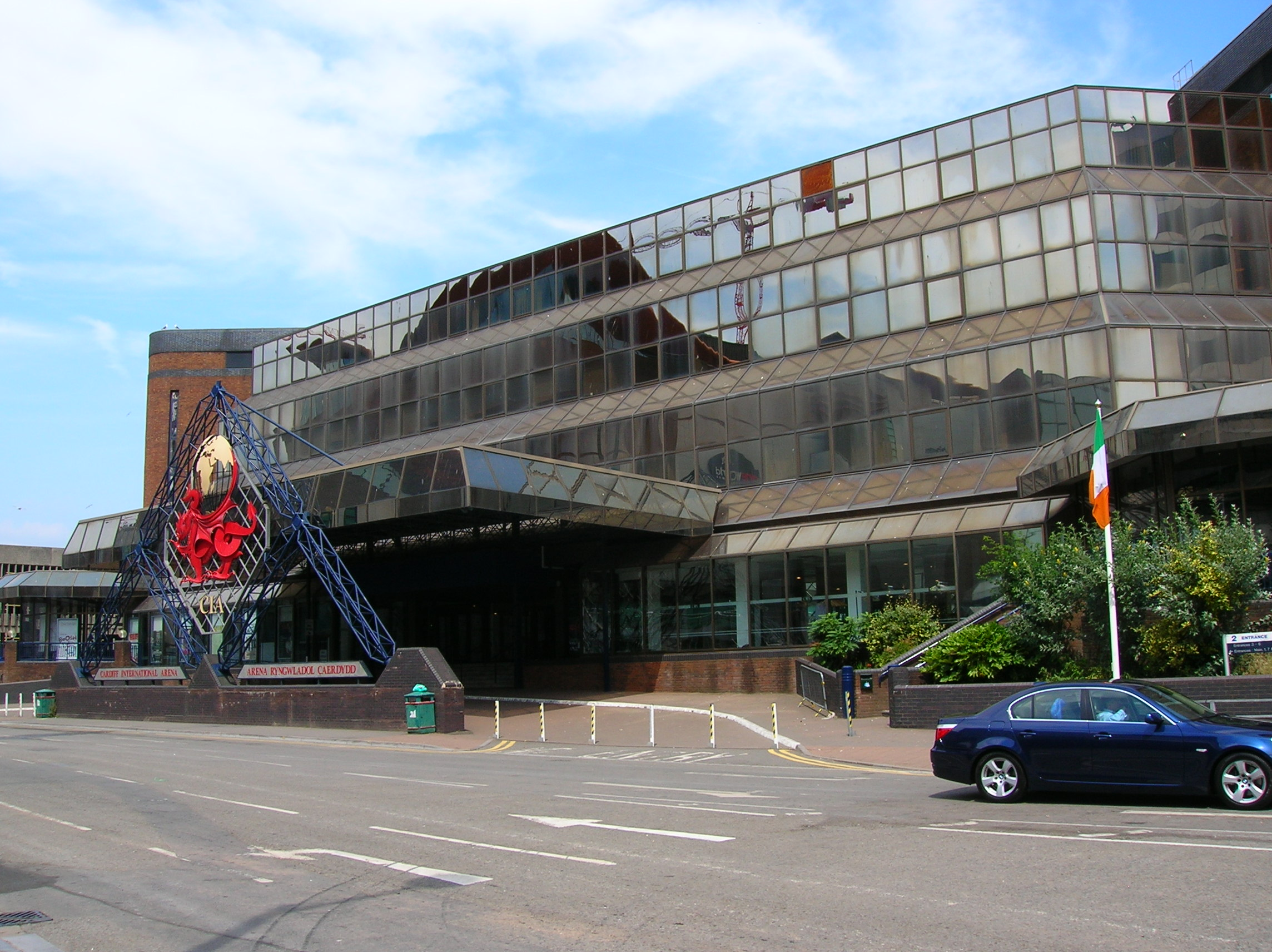

Motorpoint Arena Cardiff (dawniej: Cardiff International Arena) – kryty obiekt znajdujący się w Cardiff, stolicy Walii. Na obiekcie odbywają się wystawy, koncerty (np. w 2008 odbył się koncert Queen + Paul Rodgers), imprezy sportowe i występy komediowe.

## Historia
Cardiff International Arena została otwarta 10 września 1993 przez Shirley Bassey w obecności 5500 ludzi. 

## Obiekt dzisiaj
Cardiff Arena posiada 4.500 metrów kwadratowych. Na koncerty może pomieścić 5000 widzów i 7500 widzów na inne wydarzenia rozgrywane na obiekcie. Ponadto posiada trzydzieści dodatkowych obszarów, m.in. salę konferencyjną (pojemność 460 osób) i cztery sale kierownicze. Arena jest własnością Live Nation UK.